# Hypofysectomie
Hypofysectomie is het door middel van een chirurgische ingreep verwijderen van de hypofyse (glandula pituitaria). Dit kan noodzakelijk zijn bij een gezwel of als gevolg van hersenletsel. De hypofyse is een orgaan dat niet gestimuleerd kan worden, zodat soms tot verwijdering moet worden overgegaan en de patiënt vervangende hormonen moeten worden toegediend. 
Een hypofysegezwel kan soms tot de dood leiden of tot blijvende stoornissen, maar in de meeste gevallen kan de patiënt een normaal leven leiden met een hormoonvervangende behandeling.